# Tim Taylor (Rapper)
Tim Taylor (* 1981 in Bad Nauheim; eigentlicher Name Tim Krauß) ist ein deutschsprachiger Hip-Hop-Interpret aus Kassel. 

## Leben
Tim wuchs in Nieste, einem kleinen Dorf in der Nähe von Kassel, auf. Seit 2007 studiert er bildende Kunst an der Kunsthochschule Kassel.

## Musik
Tim  veröffentlichte 2003 sein Debütalbum Ein Hörspiel und ein Alboom über das Frankfurter Label Starting Lineup. Das Album ist in ein Album und ein Hörspiel aufgeteilt. Beim Hörspielteil handelt es sich um mehrere Tracks, die einen zusammenhängenden Geschichtenstrang ergeben. Dieses Konzept verfolgte Tim ebenfalls bei seinem Hörspiel: Der Geist zwischen den Mauern, welches er 2008 auf rap.de zum Herunterladen zur Verfügung stellt. 2006 veröffentlichte er sein zweites Album Tim der Mensch über Groove attack. 2009 folgte das Album Der Mensch und die Anderen welches er über Sony, und in Zusammenarbeit mit KWU-Connection und RZ-Recordingz veröffentlichte.

## Diskografie

### Alben
- 2003: Ein Hörspiel und ein Alboom
- 2004: Mukoma (mit Deadly Hyenas)
- 2006: Tim der Mensch
- 2007: Ten
- 2009: Der Mensch und die Anderen
- 2010: Back Home
- 2010: No More Yukes
- 2013: Ein anderer Grund
- 2016: Absturztaktik
- 2017: GK Winnie and Other Holiday Classics
- 2017: Scissor Sessions vs Freddy Fresh
- 2018: Globetrotter
- 2019: Little Orange

### Mixtapes und Sonstiges
- 2004: Demotape (Demotape mit MichillsBeat)
- 2006: Es gibt kein (Juice Exclusive! auf Juice-CD #53)
- 2007: Kassel Mixtape (Mixtape mit eSKa)
- 2008: Tim der Wind (Mixtape)
- 2008: Der Geist zwischen den Mauern (Rap-Hörspiel)
- 2009: Verkehrte Welt feat. Phreaky Flave (Juice Exclusive! auf Juice-CD #101)